# Al-Sunan al-Sughra
As-súnan as-sughra (àrab: السنن الصغرى, As-sunan aṣ-ṣuḡrà), també conegut com el Súnan an-Nassaí (àrab: سنن النَّسائي, Sunan an-Nasāʾī) i com Al-mújtaba (àrab: المجتبى, Al-mujtabà), és un dels al-Kútub as-Sitta, ‘els Sis Llibres', les sis grans col·lecciones de hadits o narracions dels dits i fets del profeta Mahoma. El va recopilat an-Nassaí (829-915).

## Descripció
Els sunnites situen aquest recull com el cinquè més important de les seues sis grans col·leccions de hadits.
També és conegut com Al-mújtaba (‘La selecció’) perquè aquest recull conté 5.270 hadits (amb algunes narracions repetides) que l'autor destrià d'una altra obra seua més àmplia, As-súnan al-kubra. La majoria d'estudiosos dels hadits el consideren l'obra més autèntica de hadits després dels sahihayn, ‘els dos sahih’, és a dir, el Sahih al-Bukharí i el Sahih Múslim.
Segons Ghassan Abdul‐Jabbar, an-Nassaí volia marcar les indicacions subtils dels textos del hadit, i per això va emprar rúbriques per ajudar a la comprensió dels hadits. Per exemple, assenyala Abdul-Jabbar, l'autor comença amb la rúbrica «Capítol sobre la persona que comercia amb els seus béns per mitjà de falses promeses» i cita quatre hadits que descriuen com n'és de reprensible aquest acte. La següent rúbrica diu «Capítol en relació amb la promesa que ha de considerar-se una estafa en una venda» i cita un hadit semblant al del capítol previ, però amb la diferència que en aquest s'hi especifica el tipus d'estafa.

## Perspectives
Dels sis grans reculls de hadits, Súnan an-Nassaí conté el menor nombre de hadits daïfs, ‘febles' (amb una cadena de transmissió poc segura)', després dels dos sahihs (Sahih Bukharí i Sahih Múslim). No conté cap hadit mawdú o ‘inventat’, segons afirma, entre d'altres, al-Haafiz Ibn Haja.

## Continguts
El recull està ordenat en 52 capítols o llibres temàtics:
1. Purificació
2. Aigua
3. Menstruació i istihada
4. Ghusl i tayàmmum
5. Salat
6. Les hores (d'oració)
7. Àdhan
8. Màsjids
9. Alquibla
10. Imama (direcció de la pregària)
11. Iftitah (inici de la pregària)
12. Tatbiq (unió de les mans)
13. Oblit (en la pregària)
14. Jumua (pregària del divendres)
15. Escurçament de la pregària en viatjar
16. Eclipsis
17. Istisqà (pregària per a la pluja)
18. Pregària de la por
19. Pregària per als dos ids
20. Qiyam al-Layl (pregària nocturna) i oracions voluntàries durant el dia
21. Funerals
22. Dejuni
23. Zakat
24. Hajj
25. Gihad
26. Matrimoni
27. Divorci
28. Cavalls i curses
29. Donacions
30. Testaments
31. Regals
32. Obsequis
33. ar-Ruqba
34. Umra
35. Juraments i vots
36. Agricultura
37. Tracte respectuós a les dones
38. Vessament de sang (en la lluita)
39. Distribució del fay
40. Baya
41. Aqiqa
42. Fara i atira
43. Caça i esquarterament
44. Dahaya (sacrificis)
45. Transaccions financeres
46. Qassama (juraments, represàlies i diners de sang)
47. Tallar la mà del lladre
48. Fe i els seus signes
49. Ornament
50. Etiqueta dels jutges
51. Istiadha (cerca de refugi en Déu)
52. Begudes

## Edicions
Existeixen nombroses edicions del recull de hadits d'an-Nassaí, també en línia, així com una traducció a l'anglès: 
- أَبِي عبد الرحمن أحمد بن شُعيب النَّسَائي [= an-Nassaí]; الدكتور الشيخ عبد الله بن عبد المحسن التركي (presentació); الشيخ شعيب الأرنؤوط (cura); حسن عبد المنعم سلبي (edició). كِتَابُ السُّنَن الكُبْرَى النَّسَائي (en àrab). 12 vols. 2a.  Damasc - Beirut: الرسالة العالمية, 2011.[8]
- An-Nasâ'i, Imâm Hâfiz Abû Abdur Rahmân Ahmad bin Shu'aib bin 'Ali; Za'î, Hâfiz Abû Gâhir Zubair (ed. i referenciador); Abû Khaliyl, (revisió final). English Translation of Sunan An-Nasâ'i (en anglès). Traducció: Nâsiruddin al-Khattâb.  Darussalam. ISBN 9789960587608.
- Ahmad an-Nasa'i. «سنن النسائي / Sunan an-Nasa'i» (en àrab-anglès).   Sunnah.com. [Consulta: 8 desembre 2024].